# 堀仔頭
堀仔頭，或因閩南語發音相同而又稱窟仔頭或掘仔頭，是臺灣臺北市老地名，範圍大約涵蓋了今日南萬華區保德里、忠德里、銘德里一帶，西到寶興街140巷，東抵萬大路，北至東園街、南臨寶興街。
此地為擺接堡加蚋仔庄內的七個庄頭之一，其開墾濫觴可上推至清治康熙時，是台北市現存清治時期少有保存完整的拓墾聚落(萬華區區誌 pp.115)。這一帶因有低漥地，有自然湧泉形成的陂池，又堀為閩南語計量陂池的單位，因而得名。來自新店溪的湧泉活水，成為此地的日常生活及農業灌溉用的重要水源，孕育滋養了在地文化。現堀仔頭水道僅剩約20公尺，可見於寶興街與長泰街口的堀仔頭公園。
日治時期，由於堀仔頭的水質良好，此地興起孵豆芽業，至今仍有多戶以此維生，為當地的傳統特色產業。
具有百年歷史的楊氏古厝，兼具有地方開發史及宗族歷史的象徵意義，於2015年由臺北市政府文化局公告登錄歷史建築。

## 歷史建築
- 堀仔頭公園
- 楊氏古厝及古井[6]